# Milano Calcio a 5
L'Associazione Sportiva Dilettantistica Milano Calcio a 5 è una squadra italiana di calcio a 5 con sede a Milano. Fondata nel 1994 come Toniolo Assicurazioni, ha assunto l'attuale denominazione solamente vent'anni più tardi.

## Storia
Dopo la vittoria del campionato nazionale di serie B 2010-2011, il Toniolo Milano ha disputato i successivi due campionati di serie A2 2011-2012 e 2012-2013 conquistando in entrambi i tornei la salvezza in seguito alla vittoria nei play-out, rispettivamente contro Cus Chieti e Futsal Villorba.
Nella stagione 2014-15, in occasione della prima partita casalinga contro l'Orte, la società meneghina ha presentato le nuove divise bianco-rosse. La sostituzione del ventennale azulgrana con i colori cittadini è il preludio del cambio di denominazione in Milano Calcio a 5, per rappresentare l'intera città. Il bordato verde inserito nello stemma si riallaccia alle divise dello storico Milano Calcio a 5 che negli anni '90 contese alle formazioni romane lo scudetto.
Al termine della stagione 2016-17, conclusa al secondo posto del girone A e sconfitta nella finale play-off dalla Feldi Eboli, presenta domanda e ottiene il ripescaggio in Serie A. Nella massima serie ottiene la prima vittoria già nella prima giornata, superando proprio la Feldi Eboli per 3-1.

## Cronistoria
| Cronistoria del Milano Calcio a 5 |
| --- |
| - 1994 · Fondazione della Toniolo Assicurazioni. - 1994-95 · 6ª nel girone A di Serie D Lombardia. - 1995-96 · 2ª nel girone A di Serie D Lombardia. - 1996 · Rileva il titolo sportivo di una società di Serie C. Assume la denominazione GTA Toniolo. - 1996-97 · 1ª nel girone A di Serie C Lombardia. Promossa in Serie B. Vince lo spareggio promozione. - 1997-98 · 12ª nel girone A di Serie B. - 1998-99 · 2ª nel girone A di Serie B. - 1998 · Assume la denominazione EXE Toniolo. - 1999-00 · 1ª nel girone A di Serie B. Promossa in Serie A2. - 2000-01 · 8ª nel girone A di Serie A2. Ottavi di finale di Coppa Italia di Serie A2. - 2001-02 · 13ª nel girone A di Serie A2. Retrocessa in Serie B. Ottavi di finale di Coppa Italia di Serie A2. - 2002-03 · 5ª nel girone A di Serie B. - 2003-04 · 8ª nel girone A di Serie B. 1ª fase di Coppa Italia di Serie B. - 2004-05 · 8ª nel girone A di Serie B. Semifinalista di Coppa Italia di Serie B. - 2005-06 · 9ª nel girone A di Serie B. - 2006-07 · 4ª nel girone A di Serie B. Ottavi di finale di Coppa Italia di Serie B. - 2007-08 · 4ª nel girone A di Serie B. 1ª fase di Coppa Italia di Serie B. - 2008 · Incorpora il Lecco, assume la denominazione Lecco&Toniolo C5. - 2008-09 · 7ª nel girone A di Serie B. Sedicesimi di finale di Coppa Italia di Serie B. - 2009 · Ritorno alla denominazione Toniolo Milano. - 2009-10 · 10ª nel girone A di Serie B. Vince i play-out. Ottavi di finale di Coppa Italia di Serie B. - 2010-11 · 1ª nel girone A di Serie B. Promossa in Serie A2. Quarti di finale di Coppa Italia di Serie B. - 2011-12 · 10ª nel girone A di Serie A2. Vince i play-out. - 2012-13 · 10ª nel girone A di Serie A2. Vince i play-out. - 2013-14 · 12ª nel girone A di Serie A2. Retrocessa in Serie B, viene ripescata. Sconfitta ai play-out. - 2014 · Alla denominazione ufficiale viene affiancata quella di "Milano C5". La società assume i colori sociali bianco e rosso. - 2014-15 · 7ª nel girone A di Serie A2. - 2015 · Assume la denominazione Milano C5. - 2015-16 · 3ª nel girone A di Serie A2. Semifinalista play-off promozione. Quarti di finale di Coppa Italia di Serie A2. - 2016-17 · 2ª nel girone A di Serie A2. Ripescata in Serie A. Finalista play-off promozione. Finalista di Coppa Italia di Serie A2. - 2017-18 · 12ª in Serie A. Retrocessa in Serie A2. Sconfitta ai play-out. 1º turno di Coppa della Divisione. - 2018-19 · 6ª nel girone A di Serie A2. 2º turno di Coppa Italia di Serie A2. 3º turno di Coppa della Divisione. - 2019-20 · 2ª nel girone A di Serie A2. 1º turno di Coppa Italia di Serie A2. 1º turno di Coppa della Divisione. - 2020-2021 · 5ª nel girone A di Serie A2. 1º turno play-off promozione. - 2021-2022 · 11ª nel girone A di Serie A2. Retrocessa in Serie B, viene ripescata. Sconfitta ai play-out. - 2022-2023 · 13ª nel girone A di Serie A2. - 2023-2024 · 3ª nel girone A di Serie A2. Semifinali play-off promozione. |

## Statistiche
| Livello | Categoria | Partecipazioni | Debutto   | Ultima stagione | Totale |
| ------- | --------- | -------------- | --------- | --------------- | ------ |
| 1º      | Serie A   | 1              | 2017-2018 | 2017-2018       | 1      |
| 2º      | Serie B   | 1              | 1997-1998 | 1997-1998       | 10     |
| 2º      | Serie A2  | 10             | 2000-2001 | 2019-2020       | 10     |
| 3º      | Serie C   | 1              | 1996-1997 | 1996-1997       | 12     |
| 3º      | Serie B   | 11             | 1998-1999 | 2010-2011       | 12     |
| 4º      | Serie D   | 2              | 1994-1995 | 1995-1996       | 2      |

## Palmarès
- Campionato di Serie B: 2

1999-00, 2010-11

## Organigramma
- Presidente: Michele Sau
- Vice presidenti: Dino Pace e Piero Palermo
- Direttore generale: Ugo Colombo
- Addetto stampa: Dario Martucci
- Responsabile web: Mirko Guarneri
- Allenatore prima squadra: Daniele Sau
- Vice allenatore prima squadra: Alessio Bianchi
- Preparatore atletico: Fabio Rispoli
- Fisioterapista: Enrico Bramati
- Medico: Silvio Carugo
- Responsabile Tecnico giovanili: Simone Lesmo
- Allenatore under 21: Giuseppe Quarto
- Dirigente accompagnatore giovanili: Paolo Santagati